# Tulearinia
Tulearinia is een geslacht van sponsdieren uit de klasse van de Calcarea (kalksponzen).

## Soort
- Tulearinia stylifera Vacelet, 1977